# Мирне (Ізмаїльський район)
Ми́рне (до 1957 року — Карячка)— село Вилківської міської громади в Ізмаїльському районі Одеської області,Україна. Населення становить 1548 осіб. Належить до історичної області Бессарабія.

## Історія
Біля села знайдено мезолітичну стоянку (13—8 тис. років тому), поселення часів бронзи (кінець II — початок І тисячоліття до н. е.) та черняхівської культури (III—V століття н. ери).
Кара - Шикір – так називалось це село на мапах кінця ХУІІІ – посатку ХІХ ст. на честь турецького поміщика. «Кара – Шикір» або «Кара – Чикір» означае «чорне село», «чорна або намита земля». В 18 столітті ця территорія нележала Османській імперії, з 1775 року, після зруйнування Запорозької Січі, активно заселялася українськими козакам: за Буг посунули втікачі вже невеликими купками й поодинці, як із Запоріжжя, так і з України, рятуючись од панщини. Осідали тут на вільних землях, будуючи собі землянки й хати. Року 1778 між Бугом та Дунаєм їх рахували на 4000 та за Дунаєм не менше того. А за свідченнями очаківського паші, якому в цей час підлягали козаки, їх було на кінець 1778 року вже 12000 осіб. 
Так запорозькі козаки опинилися під османською юрисдикцією. З 30 серпня 1778 року запорожцям султан забезпечив їх військовий устрій, віру, одежу й волю і дав під Січ острів Святого Юрія з гирлами Дунаю — Сулинським та Катирлезьким (Георгіївським), і степ на південній притоці Дунаю, Дунайці, біля лиману Разима. Опріч того, запорожцям дозволено було вільно рибалити, полювати і навіть оселятися зимівниками й слободами по всіх річках та лиманах од Очакова до Дунаю. 
Османська сторона Бугу стала мрією всього поневоленого кріпацтвом українського люду і почала зватись стороною, де не було панщини. Може, одному з сотні втікачів щастило перебратись за Буг, останні ж ловилися й були тяжко катовані за втечу, але це не перешкоджало їм тікати знову. Потьомкін намагався заохотити запорожців перейти до російських полків, проте задунайці не йшли.  В той же час з першої половини 18 століття на ці землі переселилися етнічні росіяни: старовіри-липовани та некрасівці, які в кінці 18 по початку 19 ст. мали конфлікт з українськими козаками за місця лову риби та полювання в дунайських плавнях.
За Бухарестським мирним договором 1812 року Бессарабія (в том числі дане село) увійшла до складу Російської імперії, та одразу почала активно колонізуватися поселенцями, що отримали на це царський дозвіл: німцями, болгарами, греками, а також росіянами. У пошуках свободи віри та волі від кріпацтва народ переселявся з центральних районів Росії на вільні землі. Перші російські колоністи переселились сюди в 1821 році з Калузької губернії, Жиздренського повіту, села Летеки. Разом з ними "заснували" Карячку 13 родин з Калуги. Переселенці були старовірами.
Так було "засноване" село в 1821 році на правому березі річки Нерушаю на місці колишнього татарського села. У 1828 році переселенці дали селу більш співзвучну і більш зрозумілу для жителів назву - Карячка.
Основним заняттям населення села продовжувало залишатися землеробство, скотарство і рибальство. Населення розпоряджалося 2085 десятинами землі, на якій крім оранки розташовувалося 10 городів і 12 садів. Крім общинних земель поруч з Карячкой знаходилися володіння церкви (близько 50 га) і приватні маєтки - Брунева з Галілешт (тепер с. Десантне) і Тульчіану з села Нової Миколаївки. В цей час жителі орендували також придунайські казенні плавні. У них влаштовували городи, сади, рубали очерет для власних потреб і на продаж, мали плавневі покоси, виробляли лов риби і випасали худобу.
У 1910 році в селі налічувалося 210 сімей - 842 чоловіки та 781 жінка. З них 178 сімей - 1 393 осіб - старообрядці, а 32 сім'ї - 230 осіб - українці та молдавани. 
З 15 грудня 1917 по 10 грудня 1918 село входило в склад Молдовської Демократичної Республіки, хоча обговорювалось приєднання до УНР та Гетьманату Скоропадського. В кінці 1918 р. було приєднано до Румунського королівства. Не румуномовне населення виступало проти приєднання до Румунії в результаті чого виникали повстання.
В 1924 році під керівництвом більшовицького підпільного комітету багато жителів села брали участь у Татарбунарському повстанні. Повстання було придушене румунською владою. В 1920-30х роках відбувалась поступова румунізація населення.
1940 року за пактом Молотова — Ріббентропа село разом з усією Бессарабією була окупована СРСР. А під час Німецько-радянської війни знов зайняте Румунією. В 1944 році село остаточно було приєднано до УРСР. 
В 1957 році змінено назву на Мирне.

## Населення
Згідно з переписом 1989 року населення села становило 1736 осіб, з яких 815 чоловіків та 921 жінка.
За переписом населення 2001 року в селі мешкало 1540 осіб.

### Мова
Розподіл населення за рідною мовою за даними перепису 2001 року:
| Мова       | Відсоток |
| ---------- | -------- |
| російська  | 78,68 %  |
| українська | 19,25 %  |
| румунська  | 1,16 %   |
| болгарська | 0,45 %   |
| гагаузька  | 0,13 %   |